# بارا مانیکا
بارا مانیکا (به لاتین: Bara Manika) یک منطقهٔ مسکونی در بنگلادش است که در ناحیه بهولا واقع شده‌است.